# 柴崎駅
柴崎駅（しばさきえき）は、東京都調布市菊野台二丁目にある、京王電鉄京王線の駅である。京王中央管区所属。駅番号はKO15。

## 歴史

### 年表
- 1913年（大正2年）4月15日：国道20号（甲州街道）北側に京王電気軌道（現・京王電鉄）の駅として開設。
- 1927年（昭和2年）12月17日：現在地へ移設。
- 1944年（昭和19年）5月31日：東京急行電鉄（大東急、現・東急電鉄）が京王電気軌道を吸収合併、同社京王線の駅となる。
- 1948年（昭和23年）6月1日：東急から京王帝都電鉄が分離、同社の駅となる。
- 1994年（平成6年）3月22日：ホームが10両編成分に延伸され、供用を開始する[1]。
- 2013年（平成25年）2月22日：KO15の駅ナンバリング導入。
- 2015年（平成27年）4月1日：副駅名として「調布自動車学校 最寄駅」を設定[2]。
- 2018年（平成30年）8月25日：列車接近メロディを「今日の日はさようなら」に変更[3]。
- 2023年（令和5年）4月1日：副駅名「調布自動車学校 最寄駅」の設定駅がつつじヶ丘駅へ変更[4]。

### 駅名の由来
開設当時、駅所在地（国道20号北側）付近に柴山があったことから、「柴崎」と名付けられる。
現所在地は国道20号以南の菊野台二丁目だが、旧所在地である調布自動車学校近辺には「柴崎」の地名が残る。

## 駅構造
相対式ホーム2面2線を有する地上駅。改札口は下りホーム側に南口、上りホーム側に北口がある。北口は2008年（平成20年）4月より終日営業となった。両ホームは地下道で連絡している。トイレは上りホームにあり、ユニバーサルデザインの一環として「だれでもトイレ」を併設している。

### のりば
| 番線 | 路線   | 方向 | 行先                                 |
| ---- | ------ | ---- | ------------------------------------ |
| 1    | 京王線 | 下り | 調布・橋本・京王八王子・高尾山口方面 |
| 2    | 京王線 | 上り | 明大前・笹塚・新宿・ 都営新宿線方面  |

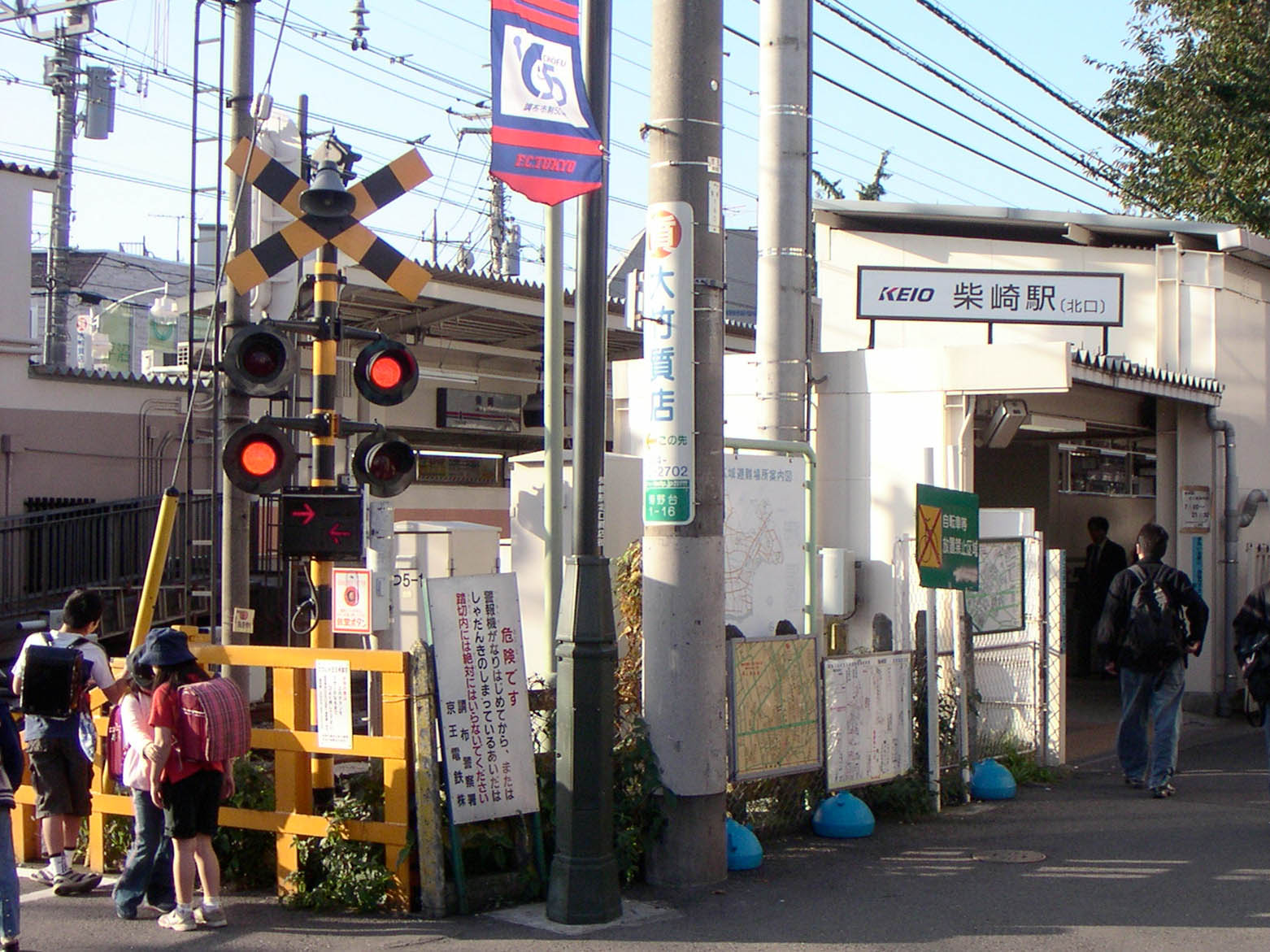
北口
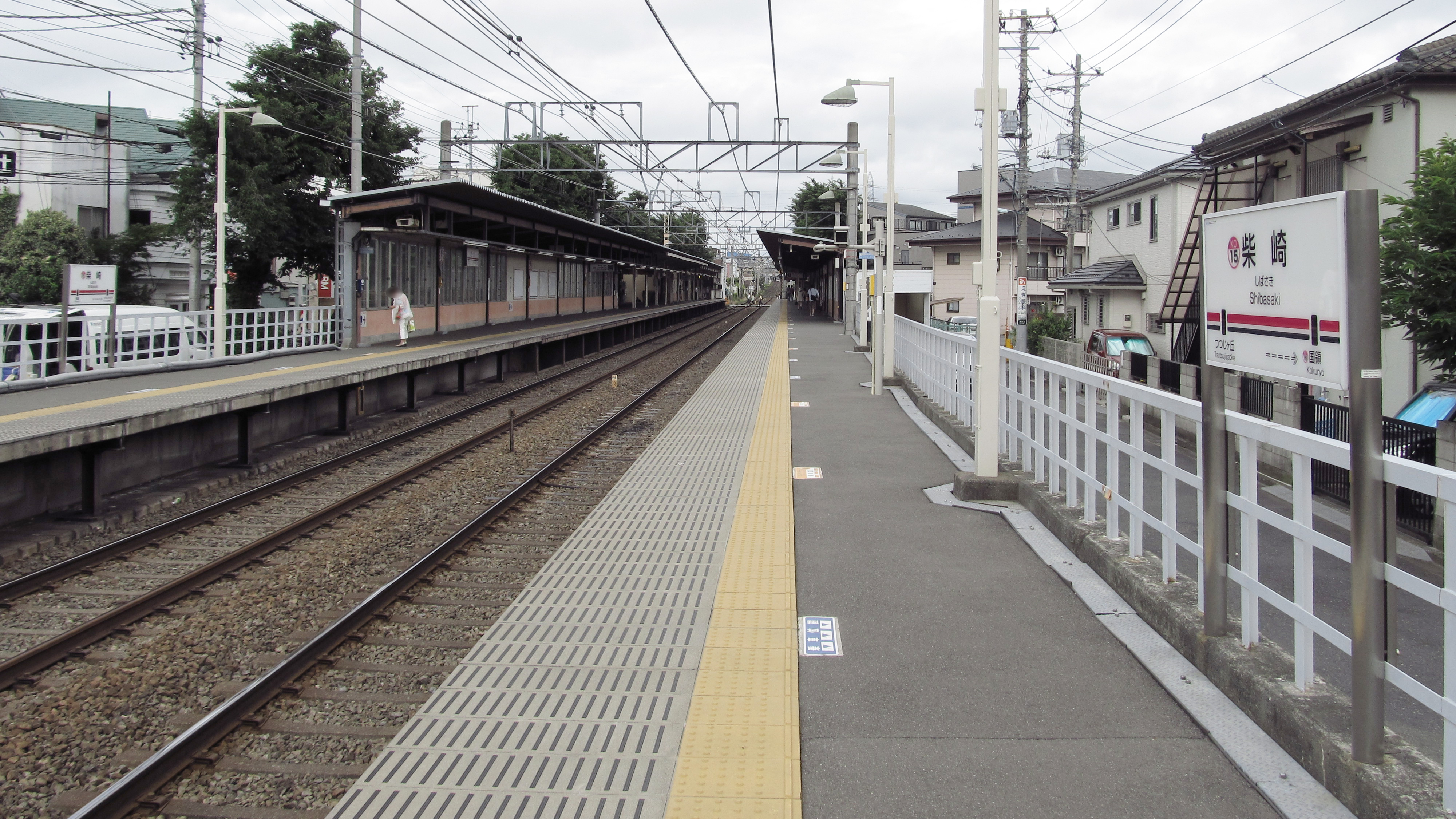
ホーム

## 利用状況
2024年度（令和6年度）の1日平均乗降人員は16,316人である。
近年の1日平均乗降・乗車人員の推移は以下の通り。
| 年度               | 1日平均 乗降人員 | 1日平均 乗車人員 | 出典     |
| ------------------ | ---------------- | ---------------- | -------- |
| 1955年（昭和30年） | 3,376            |                  |          |
| 1960年（昭和35年） | 10,726           |                  |          |
| 1965年（昭和40年） | 15,819           |                  |          |
| 1970年（昭和45年） | 17,686           |                  |          |
| 1975年（昭和50年） | 15,885           |                  |          |
| 1980年（昭和55年） | 15,764           |                  |          |
| 1985年（昭和60年） | 17,297           |                  |          |
| 1990年（平成02年） | 18,047           | 8,934            | [ * 1 ]  |
| 1991年（平成03年） |                  | 9,249            | [ * 2 ]  |
| 1992年（平成04年） |                  | 9,148            | [ * 3 ]  |
| 1993年（平成05年） |                  | 9,099            | [ * 4 ]  |
| 1994年（平成06年） |                  | 9,049            | [ * 5 ]  |
| 1995年（平成07年） | 18,208           | 9,030            | [ * 6 ]  |
| 1996年（平成08年） |                  | 8,866            | [ * 7 ]  |
| 1997年（平成09年） | 18,149           | 9,054            | [ * 8 ]  |
| 1998年（平成10年） | 18,023           | 8,956            | [ * 9 ]  |
| 1999年（平成11年） | 17,685           | 8,637            | [ * 10 ] |
| 2000年（平成12年） | 17,721           | 8,682            | [ * 11 ] |
| 2001年（平成13年） | 17,588           | 8,619            | [ * 12 ] |
| 2002年（平成14年） | 17,257           | 8,436            | [ * 13 ] |
| 2003年（平成15年） | 17,051           | 8,347            | [ * 14 ] |
| 2004年（平成16年） | 17,074           | 8,375            | [ * 15 ] |
| 2005年（平成17年） | 17,092           | 8,463            | [ * 16 ] |
| 2006年（平成18年） | 17,019           | 8,537            | [ * 17 ] |
| 2007年（平成19年） | 17,916           | 8,967            | [ * 18 ] |
| 2008年（平成20年） | 17,979           | 9,003            | [ * 19 ] |
| 2009年（平成21年） | 17,753           | 8,893            | [ * 20 ] |
| 2010年（平成22年） | 17,484           | 8,770            | [ * 21 ] |
| 2011年（平成23年） | 17,171           | 8,596            | [ * 22 ] |
| 2012年（平成24年） | 17,227           | 8,625            | [ * 23 ] |
| 2013年（平成25年） | 17,340           | 8,682            | [ * 24 ] |
| 2014年（平成26年） | 16,996           | 8,488            | [ * 25 ] |
| 2015年（平成27年） | 17,226           | 8,590            | [ * 26 ] |
| 2016年（平成28年） | 17,436           | 8,712            | [ * 27 ] |
| 2017年（平成29年） | 18,153           | 9,055            | [ * 28 ] |
| 2018年（平成30年） | 18,114           | 9,047            | [ * 29 ] |
| 2019年（令和元年） | 18,042           | 8,992            | [ * 30 ] |
| 2020年（令和02年） | 13,833           | 6,918            | [ * 31 ] |
| 2021年（令和03年） | 14,909           |                  |          |
| 2022年（令和04年） | 15,817           |                  |          |
| 2023年（令和05年） | 16,243           |                  |          |
| 2024年（令和06年） | 16,316           |                  |          |

## 駅周辺

### 北口の主な施設
- 国道20号（甲州街道）
- 警視庁調布警察署
- 柴崎駅北口商店会
- 柴崎駅前郵便局
- 調布自動車学校
- 神代湯
- キテラタウン調布
  - ライフ キテラタウン調布店 (スーパーマーケット)

### 南口の主な施設
- 野川
- 品川通り
- 西武信用金庫 柴崎駅前支店
- 市民大町スポーツ施設（体育館）
- 調布市立調和小学校
- 調布市立図書館 調和分館

### バス路線
当駅にはバスロータリーがなく、バスは乗り入れていない。なお、最寄りバス停は神代団地北口バス停（小田急バス/京王バス）であるが、直線距離で東に700mほど離れている。
駅南北にロータリーを伴った道路（調布3・4・8号線と調布3・4・11号線）の整備が都市計画決定されているが、2022年（令和4年）現在事業化には至っていない。

## 隣の駅
京王電鉄
 京王線
■特急・■急行・■区間急行・■快速
通過
■各駅停車
つつじヶ丘駅 (KO14) - 柴崎駅 (KO15) - 国領駅 (KO16)